# The Word
The Word é uma canção dos Beatles, lançada no álbum Rubber Soul em 1965. composta  por John Lennon. É uma das primeiras letras de Lennon sobre política, embora obscurecidos por referências ao amor. Foi gravada em 10 de novembro de 1965 nos estúdios da Abbey Road e tem duração de 2:37 minutos.

## Créditos
- John Lennon – guitarra rítmica e vocais principais
- Paul McCartney – baixo, piano e vocais (harmonia e falsete)
- George Harrison – guitarra solo e vocais (harmonia)
- Ringo Starr – bateria e maracas
- George Martin – harmônio